# Mary River (Van-Diemen-Golf)

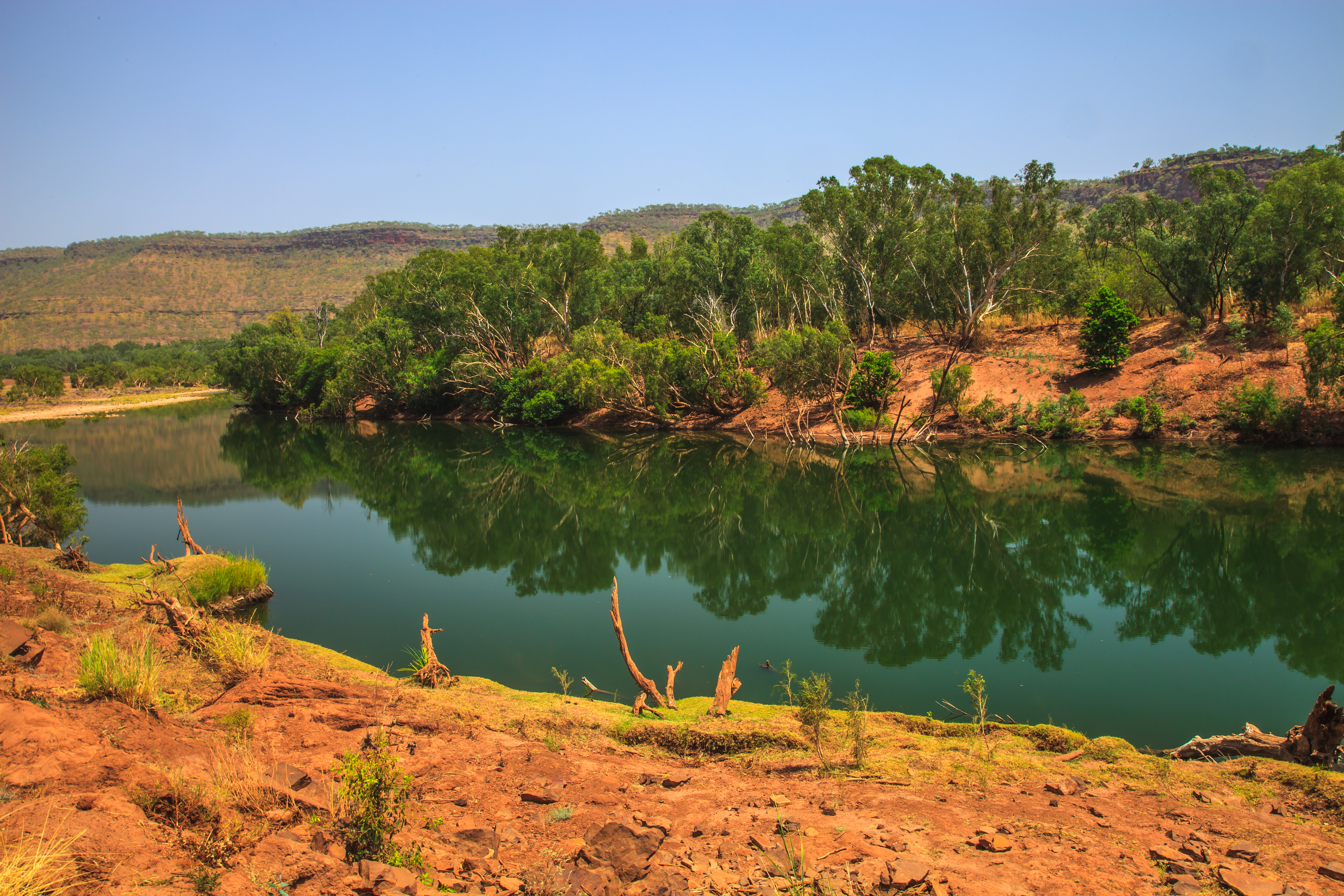
Mary River (2009)

Der Mary River ist ein Fluss im australischen Northern Territory.
Sein Einzugsgebiet wird im Westen begrenzt durch das Einzugsgebiet des Adelaide River, im Osten durch das des Wildman River. Nahe der Mündung teilt er sich in mehrere Arme, von denen Tommycut Creek und Sampan Creek die bedeutendsten sind.

## Umwelt
Seit den 1940er Jahren sind die nahe der Mündung gelegenen 1300 km² großen Feuchtgebiete einer zunehmenden Versalzung unterworfen, der von offizieller Seite seit 1987 mit einigem Aufwand entgegengearbeitet wird. Die Gründe für die Versalzung sind nicht genau bekannt, als mögliche Verursacher werden unter anderem verwilderte Wasserbüffel in Betracht gezogen, aber auch Sprengungen, die der Verbreiterung der Gewässer dienten. In den kommenden Jahrzehnten wird der steigende Meeresspiegel den Salzeintrag noch verstärken. Es wird geschätzt, dass die Feuchtgebiete ohne Gegenmaßnahmen bis 2050 vollständig vom Meerwasser überflutet wären.

### Klima
Die nächste Wetterstation ist die etwa 38 km westliche gelegene Station Middle Point Rangers (Lage). Die Temperaturen erreichen dort ihr Maximum im Oktober bis Dezember mit mittleren Höchstwerten von 35,6 °C bzw. 33,8 °C und mittleren Minima von 22,7 °C bzw. 23,9 °C. Im Juli, dem kältesten Monat, werden mittlere Maxima von 31,3 °C und mittlere Minima von 14,9 °C erreicht (1965–1998). Die jährliche Niederschlagsmenge liegt bei durchschnittlich 1411 mm (seit 1957), wobei hier im Jahresverlauf starke Unterschiede auftreten: Im regenreichsten Monat, dem Januar, fallen 332,6 mm, im trockensten Monat, dem Juli, nur 0,9 mm.

### Fauna
In den mündungsnahen Feuchtgebieten, die der Mary River auf seinen letzten 25 Kilometern durchquert, wurden Ende der 1990er Jahre 54 Fischarten nachgewiesen. Zu Beginn der Regenzeit werden die Gewässer überwiegend von Meeresfischen wie Barramundi, Punktstreifen-Argusfisch und Meeräschen bevölkert. Nach Einsetzen der Regenfälle und dem Ansteigen der Pegel ist es für die stromaufwärts lebenden Süßwasserfische (z. B. Ambassis agrammus, Melanotaenia splendida inornata und Blauaugen) möglich, flussabwärts zu wandern, sodass dort im Laufe der Regenzeit eine gemischte Population entsteht.

## Wirtschaft

### Tourismus
Der Mary River wird vom Arnhem Highway überquert, welcher Darwin, die Hauptstadt des Northern Territory, mit der bedeutendsten Touristenattraktion, dem Kakadu-Nationalpark verbindet. Ein großer Teil des Flusses ist Bestandteil des im Jahr 2007 gegründeten Mary-River-Nationalparks, durch den das bis dato wenig erschlossene Gebiet für Touristen attraktiver werden soll.

### Landwirtschaft
Die Weidewirtschaft, für die mehr als 60 % des Einzugsgebietes genutzt werden, erzielt einen jährlichen Umsatz von etwa 17,5 Millionen Dollar mit einer Produktion von rund 35.000 Stück Vieh.